# Fary
Fary Lopes, dit Fary, parfois appelé Fary Brito ou Fary Lopes B, est un humoriste français, né le 7 juillet 1991 à Paris.

## Biographie

### Jeunesse
Fary est le fils d'un technicien du froid et d'une auxiliaire de puériculture, tous deux originaires du Cap-Vert.
Il grandit à Saint-Maur-des-Fossés en banlieue parisienne. C'est sa professeur d'histoire-géographie de seconde, Jessie Troja, au lycée Marcellin-Berthelot de Saint-Maur, qui le pousse à se lancer dans le stand-up et qui l'aide à écrire son premier spectacle.

### Carrière
Fary commence à se faire connaître en participant à l'émission On n'demande qu'à en rire sur France 2 entre octobre 2010 et janvier 2011 (son troisième passage le 29 octobre 2010 est par ailleurs assez mouvementé), puis à nouveau pour deux passages en octobre 2011. Il passe ensuite au Jamel Comedy Club et rencontre le succès entre 2014 et 2016. Il fait salle comble avec son spectacle au Grand Point Virgule (Montparnasse) à Paris, pendant deux ans en 2014 et 2015, avant de se produire dans d'autres salles parisiennes dont le théâtre du Châtelet, en mars 2016.
Après avoir assuré une chronique dans l'émission spéciale « Festival de Cannes » d'On n'est pas couché sur France 2, il y revient régulièrement lors de la saison 2016-2017. D’octobre à décembre 2018, il se produit sur la scène du Comédia-Théâtre libre.
En 2019, il ouvre un comedy club à Paris, Madame Sarfati, avec Paolin Pascot, le frère de Panayotis Pascot en collaboration avec l'artiste JR.
Il se produit le 7 juillet 2023 sur le court Philippe-Chatrier à Roland Garros pour son nouveau show Aime-moi si tu peux, devant 15 000 spectateurs.

### Vie privée
Fary est en couple avec Amina Muaddi, une créatrice de mode jordano-roumaine. Il officialise sa relation sur son compte Instagram, en avril 2022.

## Spectacles

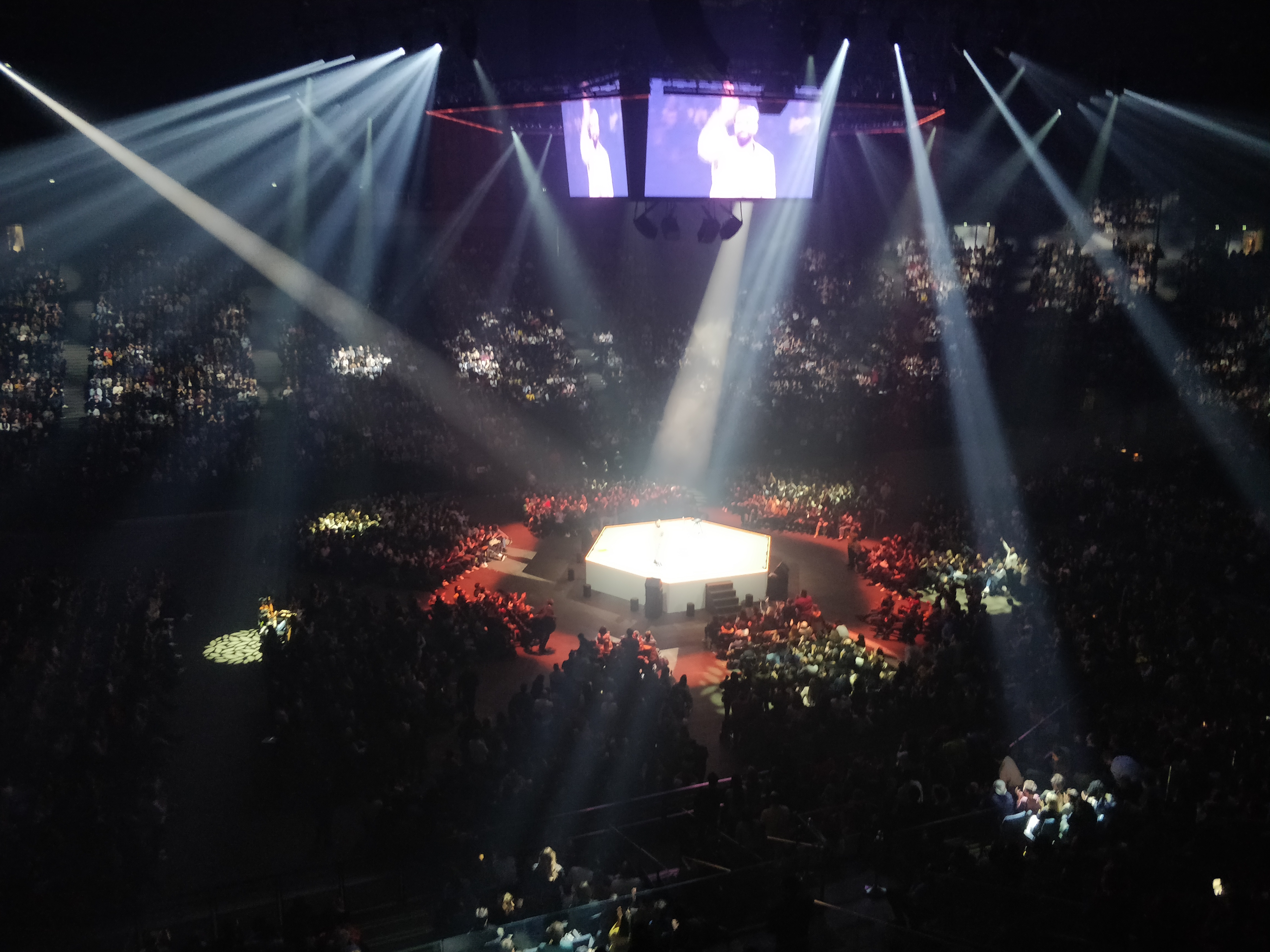
Fary lors de son spectacle Hexagone à l'AccorHotels Arena de Paris en mars 2019.

- 2016-2017 : Fary is the New Black
- 2018-2020 : Hexagone
- 2022-2024 : Aime-moi si tu peux

## Filmographie
Sauf indication contraire, les informations mentionnées dans cette section peuvent être confirmées par la base de données cinématographiques IMDb,  présente dans la section « Liens externes ».

### Cinéma
Longs métrages
- 2013 : Océane de Philippe Appietto et Nathalie Sauvegrain : Alex
- 2020 : Tout simplement noir de Jean-Pascal Zadi et John Wax : lui-même
- 2021 : Les Méchants de Mouloud Achour et Dominique Baumard : l'épicier bio
- 2025 : Banger de So Me : Tabitha
- 2025 : Le Grand Déplacement de Jean-Pascal Zadi

Courts métrages
- 2013 : Character de Julien Rebbache : lui-même

### Télévision
Séries télévisées
- 2013 : Roxane, la vie sexuelle de ma pote de Julie Bargeton : le barman (19 épisodes)
- 2023 : En place de Jean-Pascal Zadi : Désiré

#### Émissions de télévision
- 2010 - 2013 : On n'demande qu'à en rire sur France 2 (participant)
- 2014 : Jamel Comedy Club sur Canal + (participant)

- 2016 - 2017 : On n'est pas couché sur France 2 (chroniqueur)

- 2024 : Loups-Garous sur Canal + (présentateur)

## Discographie

### EP
- 2022 : Le stand up m'a tué.e

### Singles
- 2020 : Faciès - A Colors Show

## Distinctions
- Prix SACD Humour 2024